# Wendel Dietterlin

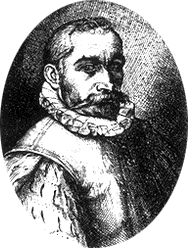

Wendel Dietterlin (Pfullendorf, 1551- Estrasburgo, 1599) fue un pintor y grabador germano; cuya fama se debe a la repercusión que alcanzaron las ilustraciones de su tratado de arquitectura.

## Biografía
Su verdadero apellido pudo ser Grapp, puesto que Dietterlin es un diminutivo. Muy joven llegó a Estrasburgo, donde se casó en 1570. Al año siguiente accedió a la ciudadanía.
Muy activo en esa ciudad, decoró en 1574 el Bruderhof (un edificio junto a la catedral, en el emplazamiento actual del Grand Séminaire), y después la actualmente llamada "ala Renacimiento" de la maison de l'Œuvre Notre-Dame construida en 1579-1582 por Hans Thoman Uhlberger (los frescos en grisalla de la fachada han desaparecido, pero subsisten algunas trazas de la decoración interior) y el nuevo ayuntamiento (hoy sede de la CCI -cámara de comercio regional-) construido en 1585 por Hans Schoch.
Conrad Schlossberger, intendente del duque Luis VI de Wurtemberg, le llamó a Stuttgart, donde trabajó entre 1590 y 1593 en la decoración del Neues Lusthaus ducal (un palacio de recreo). Allí pintó una Creación del mundo y un Juicio final en el techo del gran salón. Se destruyeron a mediados del siglo XVIII, pero se conserva un boceto (1590) en la Staatsgalerie. En Stuttgart se relacionó con el arquitecto ducal Heinrich Schickhardt.

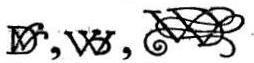
Monograma del artista.
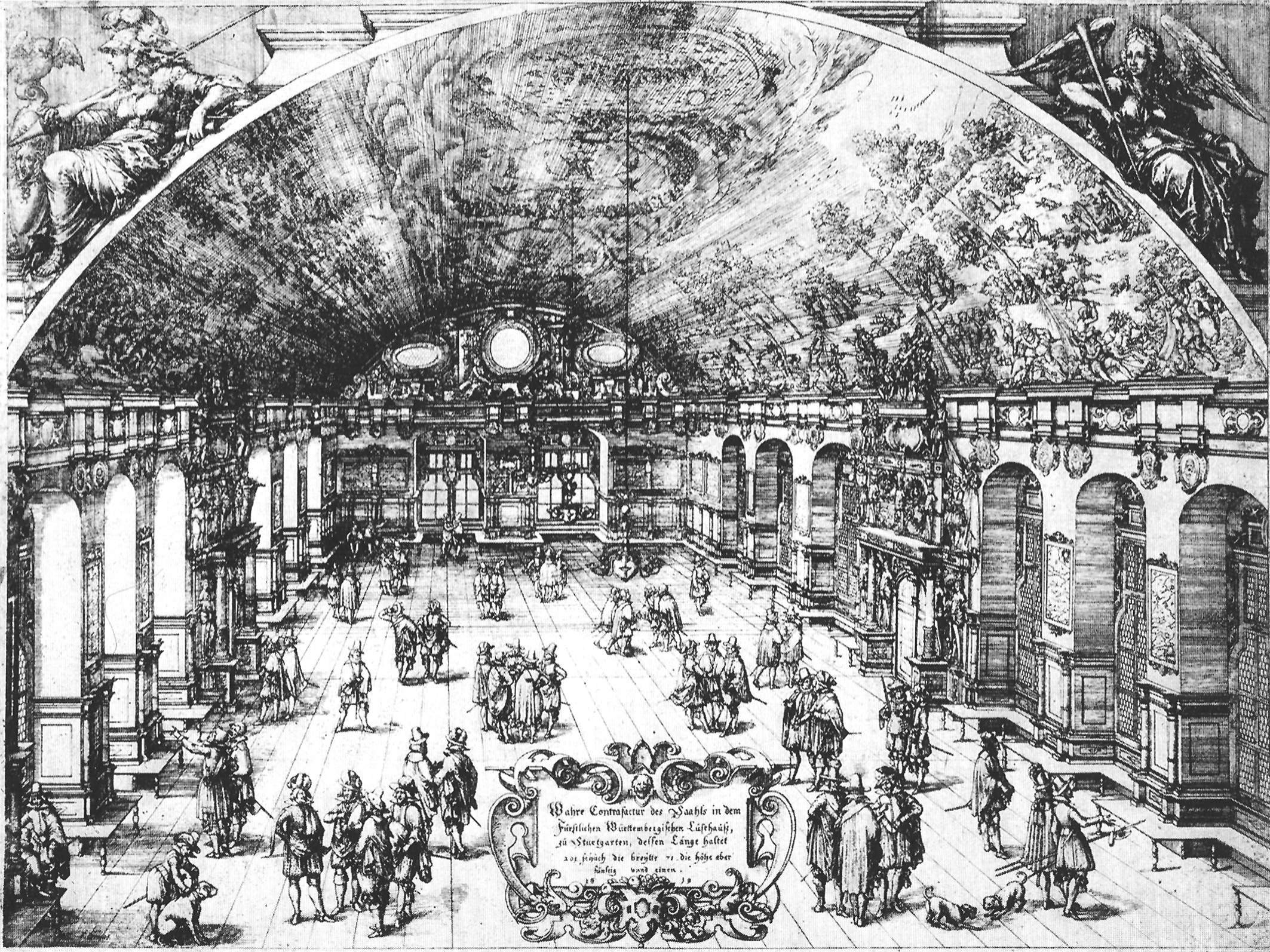
Antiguo grabado de la Neues Lusthaus de Stuttgart.

Dietterlin fue uno de los primeros pintores en utilizar pintura al pastel. Algunas de sus obras desaparecidas (La ascensión de Elías, La ascensión de Jesucristo, La Verdad triunfante, La caída de Faetón) pueden ser apreciadas en grabados. La única obra original que ha sobrevivido parece ser una Resurrección de Lázaro (1582 o 1587), conservado en la Staatliche Kunsthalle Karlsruhe. También se le atribuye una Crucifixion, conservada en el Kresge Art Museum de la Universidad Estatal de Míchigan en East Lansing.
El taller de Dietterlin en Estrasburgo fue heredado por su hijo Hilario y después por el hijo de este, Bartolomé (nacido en 1609, que fue aprendiz de Johann Wilhelm Baur), y por último por el hijo de éste, Juan Pedro (nacido en 1642).

### Architectura

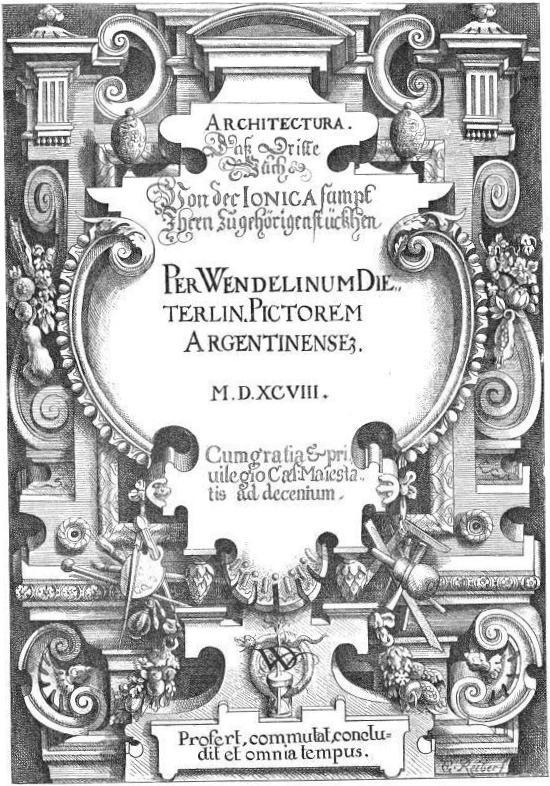
Frontispicio de la tercera parte de Architectura (orden jónico).

Aunque no fue arquitecto (se consideraba él mismo "pintor estrasburgués"), la fama de Dietterlin es debida a su tratado de arquitectura: Architectura. Von Außtheilung, Symmetria und Proportion der Fünff Seulen ("Architecture. De la disposición, de la simetría y de las proporciones de los cinco estilos"), compuesto en Stuttgart y dedicado a Conrad Schlossberger, publicado por primera vez en dos volúmenes en Stuttgart y Estrasburgo en 1593-1594, que se ilustraba con 209 grabados. Con varias planchas suplementarias, se volvió a editar en Núremberg en 1598. Entre los siglos XVII y XIX se reeditó varias veces, traduciéndose al francés y al latín.
Sigue el modelo del cuarto libro de Sebastiano Serlio, que había sido traducido por Pieter Coecke van Aelst en Amberes en 1542; así como el tratado de Vignola (Regola delli cinque ordini d'architettura, 1562). De tal forma, el libro de Dietterlin se divide en cinco partes, cada una correspondiente a uno de los órdenes clásicos (toscano, dórico, jónico, corintio y compuesto).
No se trata de una interpretación clásica y racional de la herencia antigua y de Vitrubio, como era propio en el Alto Renacimiento; sino de una visión manierista, que se inscribe en la sensibilidad de la grotte des pins del château de Fontainebleau y del Libro extraordinario de Serlio (1551) de Serlio. De hecho es aún más anticlásico, con una vena fantástica y una sobrecarga decorativa que se nota en los pórticos pintorescos, los bestiarios y el rusticismo del stilo bugnato, llevados a tal extremo que su ejecución en piedra parece inconcebible.
Entre sus influencias pueden estar la primera escuela de Fontainebleau y la exuberancia del gótico renano.
Tanto él como Hans Vredeman de Vries (otros artistas del Renacimiento nórdico) influyeron notablemente en la evolución de las formas artísticas. De forma inmediata en la ornamentación maniersmo centroeuropeo de la época de Rodolfo II; y posteriormente en el Barroco, especialmente en Portugal. El intento de reproducir sus grabados se ve en algunas obras, aunque de forma más o menos edulcorada (29, place Saint-Pierre de Bar-le-Duc, construida en 1604). También se reproducen sus formas en las artes menores (ebanistería, carpintería), menos rígidas que la arquitectura. Se ha señalado la similitud de su estilo con el del escultor borgoñón Hugues Sambin.

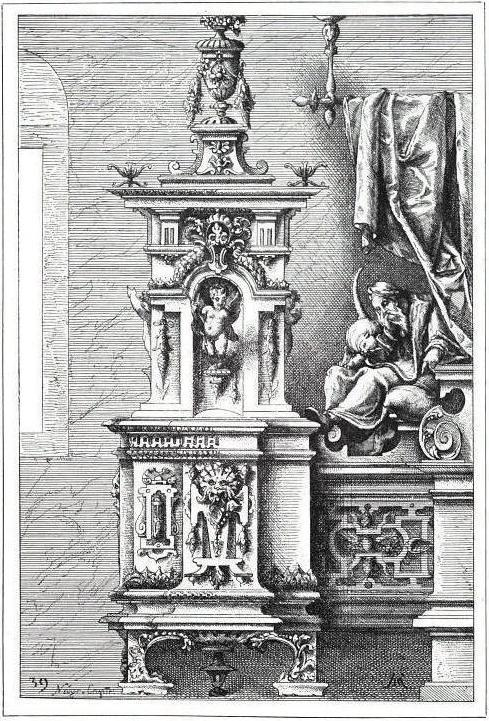
Poêle (Architectura, pl. 59).
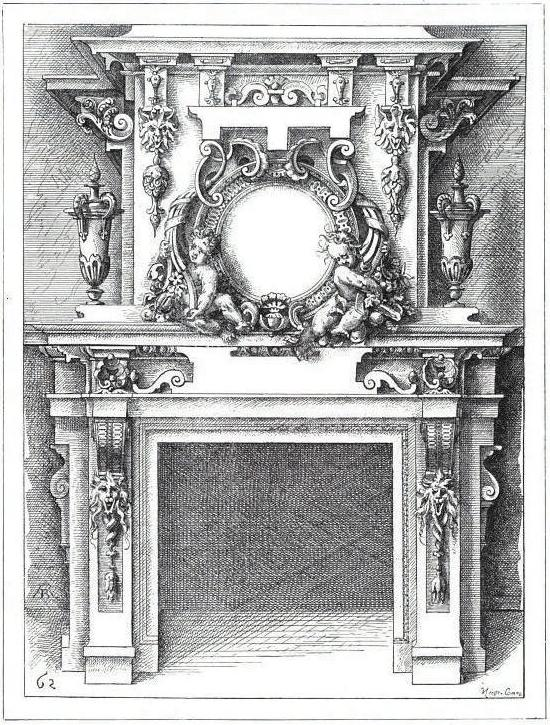
Chimenea (pl. 62).
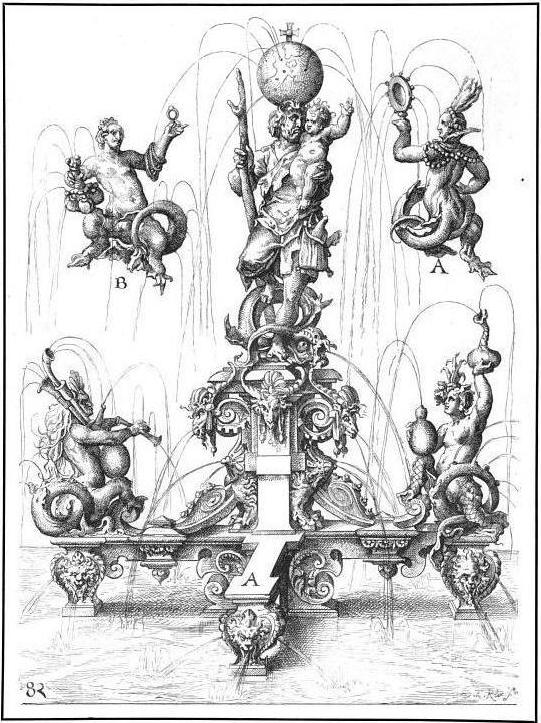
Fuente con San Cristóbal (pl. 82).
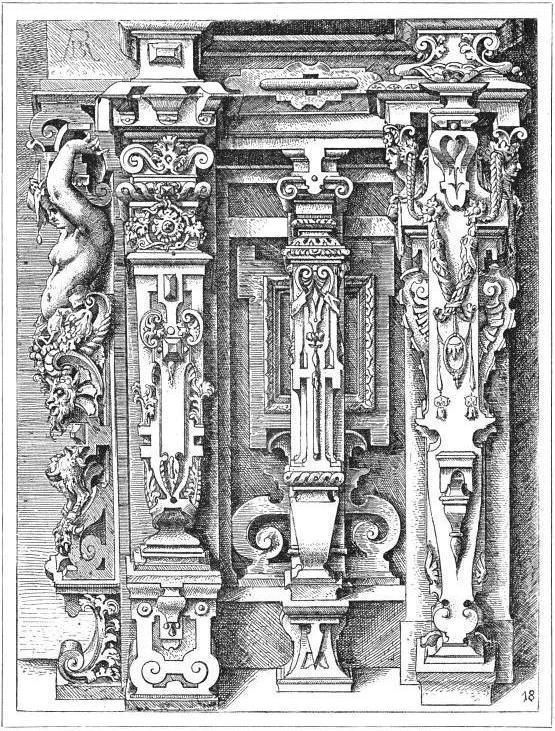
Pilastras y gaines jónicas (pl. 100).
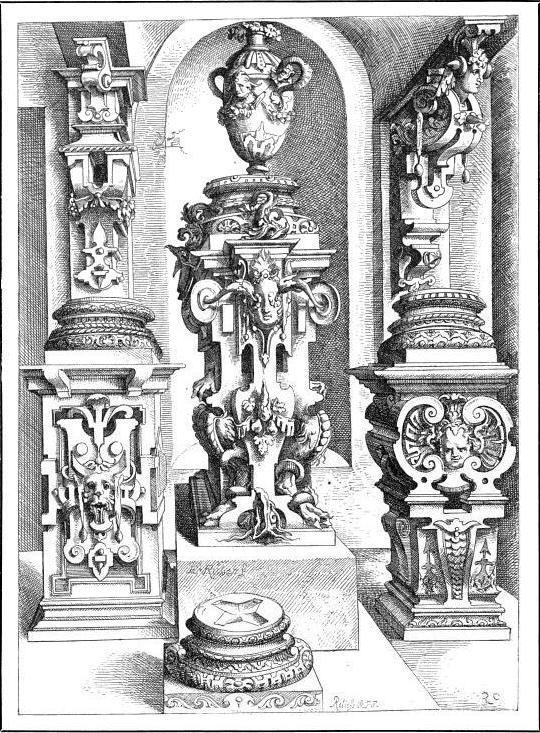
Basas, consoles y pedestales (pl. 137).
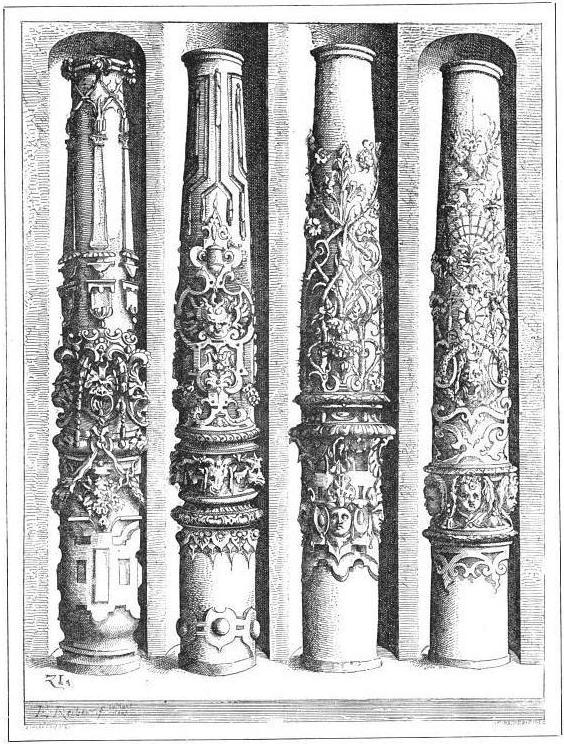
Fustes de columnas corintias (pl. 138).
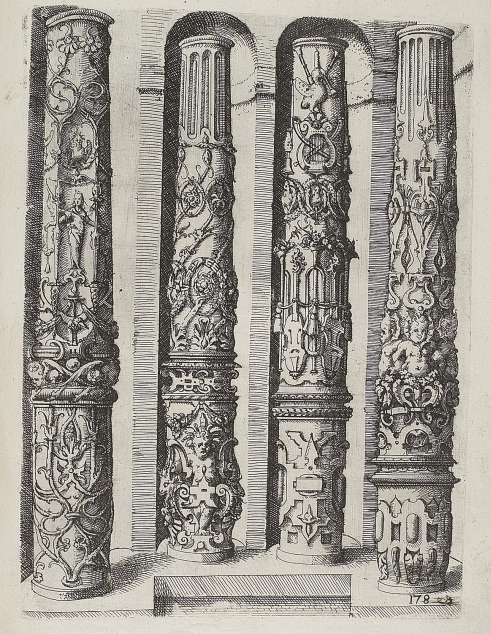
Fustes de columnas compuestas (pl. 178).
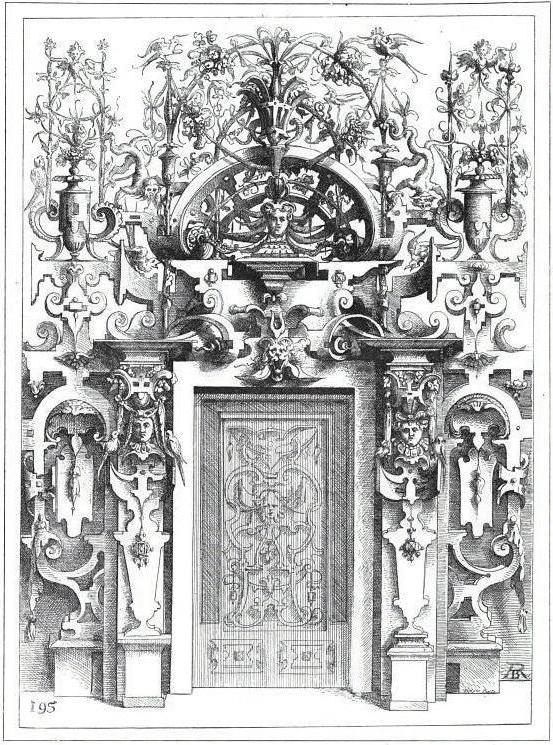
Puerta interior (pl. 195).
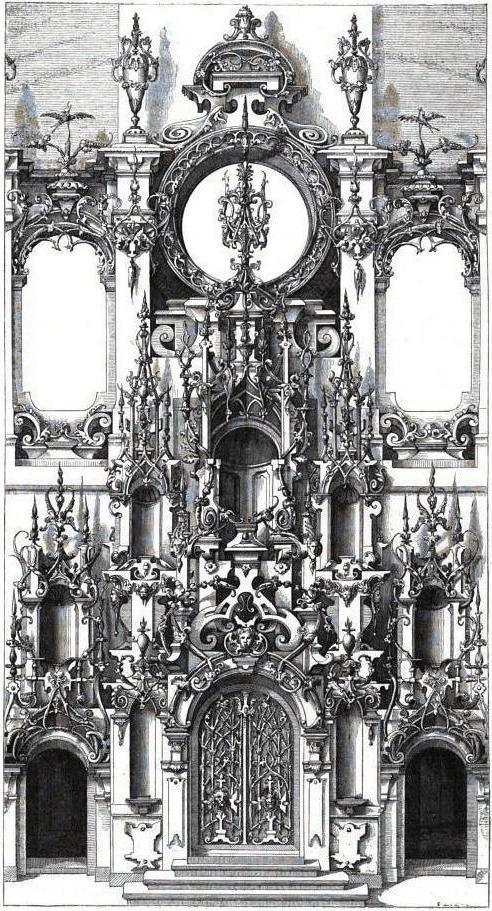
Pórtico compuesto (pl. 196-197).